# Лопес Агилар, Хуан Фернандо
Хуа́н Ферна́ндо Ло́пес Агила́р (исп. Juan Fernando López Aguilar; род. 10 июня 1961, Лас-Пальмас-де-Гран-Канария) — испанский политик, член ИСРП. Депутат Европейского парламента. В 2004—2007 годах занимал пост министра юстиции Испании в правительстве Сапатеро.

## Биография
Лопес Агилар получил юридическое образование в Гранадском университете, а также изучал политические науки и социологию в Университете Комплутенсе в Мадриде и юриспруденцию в Бостонском университете. В Болонском университете он получил учёную степень по юриспруденции. В 1993 году получил должность профессора конституционного права в Университете Лас-Пальмас.
В 1983 году Лопес Агилар вступил в Испанскую социалистическую рабочую партию. В 1990—1993 годах работал парламентским советником министра юстиции Энрике Мугики и Томаса Куадра-Сальседо. В 1993—1996 годах Лопес Агилар руководил офисом министра Херонимо Сааведры в министерстве общественного управления и образования. С 1996 года Лопес Агилар состоял депутатом нижней палаты испанского парламента. В 1999 году он выступил первым номером в списке ИСРП на региональных выборах на Канарских островах. С 2000 года в ранге секретаря правления ИСРП отвечал за вопросы общественных свобод и развитие автономных регионов. С 18 апреля 2004 по 12 февраля 2007 года Лопес Агилар входил в правительство Сапатеро в ранге министра юстиции. В феврале 2007 года Лопес Агилар официально сложил министерские полномочия для участия в качестве кандидата номер один от ИСРП на региональных выборах на Канарских островах 27 мая 2007 года. Его партия получила на этих выборах 34,6 % голосов и сформировала самую крупную фракцию. Тем не менее, в результате коалиционных переговоров с помощью консервативной Народной партии пост председателя правительства Канарских островов занял представитель регионалистской партии «Канарская коалиция» Паулино Риверо Бауте.
20 октября 2007 года Лопес Агилар был избран генеральным секретарём Социалистической партии Канарских островов, получив 92,97 % голосов. На этой должности он сменил Хуана Карлоса Алемана. Лопес Агилар возглавил список ИСРП на выборах в Европарламент 2009 года, получил мандат евродепутата и возглавил комитет по гражданским свободам, юстиции и внутренним делам.
В 2015 году в результате скандала, когда бывшая жена обвинила европарламентария в домашнем насилии, членство Лопеса Агилара в ИСРП было приостановлено, а фракция Европарламента Прогрессивный альянс социалистов и демократов исключила его из своего состава.